# Olimpo (musicista mitologico)

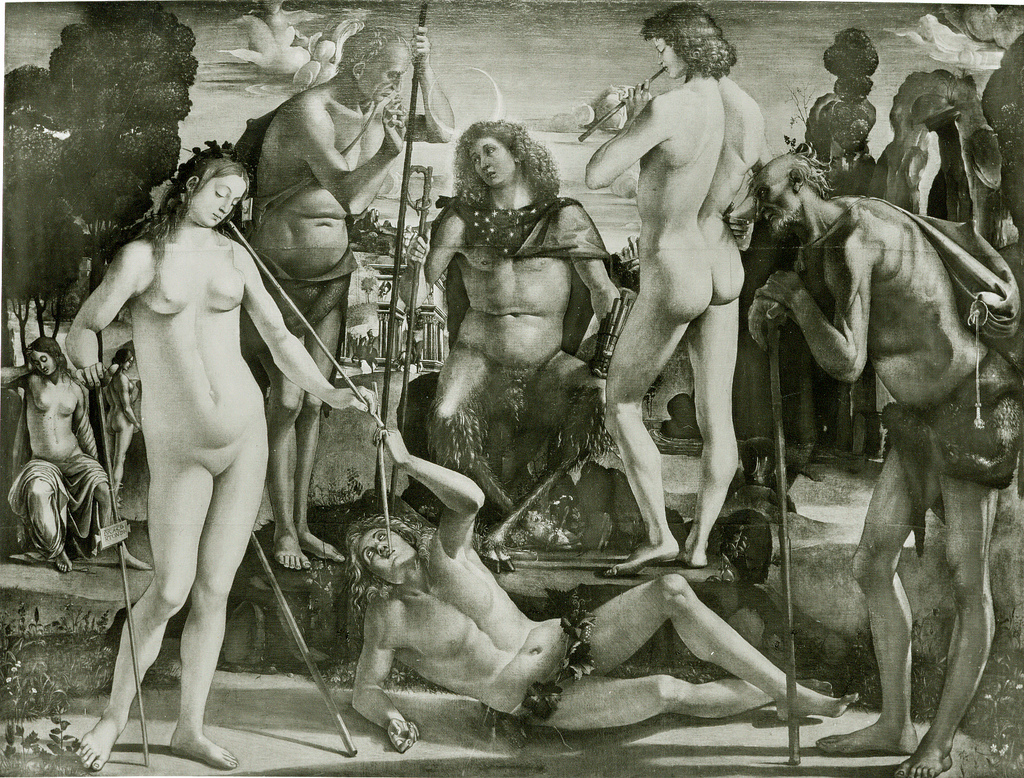
Educazione di Pan di Luca Signorelli, con Olimpo subito sulla destra del dio Pan al centro

Olimpo (in greco antico: Ὄλυμπος?, Ólympos) è un personaggio della mitologia greca, un musicista frigio.
A quanto sembra, la musica strumentale è stata introdotta in Grecia da Olimpo.
Olimpo appartiene alla genealogia mitica dei flautisti misi e frigi: Hyagnis, Marsia e Olimpo, a ciascuno dei quali è stata attribuita l'invenzione del flauto e sotto i cui nomi abbiamo la rappresentazione mitica del concorso tra la musica auletica frigia e la musica citarodica greca: alcuni scrittori fecero di Olimpo il padre (anziché figlio, discepolo o prediletto) di Marsia, ma la genealogia sopra riportata era quella più generalmente accolta.
Si diceva che Olimpo fosse originario della Misia e che fosse vissuto prima della guerra di Troia. Le composizioni a lui attribuite erano antiche melodie riguardanti il culto di particolari dei, la cui origine era talmente antica da essere sconosciuta, come quelle attribuite a Oleno e Filammone. 
Olimpo appare non di rado sulle opere d'arte, da ragazzo, a volte istruito da Marsia, a volte come testimone e lamentandosi del suo destino.
Dopo che suo padre fu scorticato vivo, Apollo diede il resto del suo corpo a Olimpo per la sepoltura. Si diceva anche che fosse un allievo del dio mitologico Pan, ed esistono ancora numerose opere d'arte antiche che li raffigurano mentre lottano.